# Eustroma ovulata
Eustroma ovulata är en fjärilsart som beskrevs av John Borg 1880. Eustroma ovulata ingår i släktet Eustroma och familjen mätare. Inga underarter finns listade i Catalogue of Life.